# Виа Анелли (Милан)
Виа Анелли  (итал. Via Anelli) — небольшая улица в Милане. Улица соединяется с Виа Квадронно и находится в квартале Квадронно, который в 2024 году был классифицирован как четвёртый по стоимости район во всей Италии.
Via Anelli, в том числе благодаря наличию культовых зданий архитекторов итальянского дизайна 1950-х годов, которые превращают весь район в музей под открытым небом, является самым востребованным и эксклюзивным районом Милана.

## Рынок недвижимости
Стоимость квартиры от 12 000 до 15 000 евро за квадратный метр; при аренде стоимость 80 квадратных метров может достигать 3500 евро в месяц (без учета расходов кондоминиума).

## Дворцы
Среди итальянских построек на проспекте:
- Palazzo d’Este, Gualtiero Galmanini e Piero Portaluppi, Via Anelli (1953-56)
- Palazzo Maffezzoli, Guido Maffezzoli, Via Anelli 15
- Palazzo Malchiodi, Gian Carlo Malchiodi, Via Anelli 9
- Palazzo Anelli, Gian Carlo Malchiodi, Via Anelli 13
- Palazzo Rimini, Alessandro Rimini, Via Anelli 1 (1950-51)

С улицы открывается вид на:
- Palazzo Perogalli, Attilio Mariani, Carlo Perogalli, viale Beatrice d’Este 25/26 (1951-56)
- La Casa Astratta, Attilio Mariani, Carlo Perogalli, vial e Beatrice d’Este 24 (1951-52)
- Palazzo Tre Torri, Attilio Mariani, Carlo Perogalli, Via Crivelli 9 (1954-55)

## Транспорт
- Санта-София (линия на Линате, в 400 метрах от Виа Беатриче д'Эсте)
- Крокетта (в 300 метрах от Виа Беатриче д'Эсте)